# Зінчук Олена Іванівна
Олена Іванівна Зінчук — українська художниця, майстриня петриківського розпису, член Національної спілки художників України.
З 1994 року проживає у Канаді.